# Юнсе-ле-Фран
Юнсе́-ле-Фран (фр. Uncey-le-Franc) — коммуна во Франции, находится в регионе Бургундия. Департамент коммуны — Кот-д’Ор. Входит в состав кантона Витто. Округ коммуны — Монбар.
Код INSEE коммуны — 21649.

## Население
Население коммуны на 2010 год составляло 46 человек.
| 1962 | 1968 | 1975 | 1982 | 1990 | 1999 | 2010 |
| ---- | ---- | ---- | ---- | ---- | ---- | ---- |
| 78   | 74   | 61   | 59   | 68   | 54   | 46   |

## Экономика
В 2010 году среди 31 человека трудоспособного возраста (15—64 лет) 25 были экономически активными, 6 — неактивными (показатель активности — 80,6 %, в 1999 году было 71,4 %). Из 25 активных жителей работали 23 человека (12 мужчин и 11 женщин), безработных было 2 (1 мужчина и 1 женщина). Среди 6 неактивных 0 человек были учениками или студентами, 5 — пенсионерами, 1 был неактивным по другим причинам.